# Мисик Олег Іванович
Олег Іванович Мисик (1 жовтня 1957, Колодіївка) — український дипломат. Надзвичайний і Повноважний Посланник другого класу. Генеральний консул України у Бересті (з 2012).

## Життєпис
Народився 1 жовтня 1957 року у селі Колодіївка, нині Тернопільського району на Тернопільщині.
У 1981 році закінчив Український поліграфічний інститут ім. Івана Федорова, факультет «Економіка і організація поліграфічної промисловості», інженер-економіст, у 2000 — Прикарпатський національний університет імені Василя Стефаника за спеціальністю «Правознавство». Володіє англійською, польською, російською та чеською мовами.
З 1981 року до 1995 року пройшов шлях від інженера-нормувальника до заступника директора з економічних питань Львівського експериментально механічного заводу.
З жовтня 1995 року працює у системі Міністерства закордонних справ України.
З 2001 по 2006 рр. — радник Посольства України в Республіці Польща.
З 2006 по 2012 рр. — заступник директора департаменту Міністерства закордонних справ України.
З 10 травня 2012 року — Генеральний консул України у Бересті.

## Дипломатичний ранг
- Надзвичайний і Повноважний Посланник другого класу.